# Rhemaxos
Rhemaxos fue un rey geta que gobernaba en la orilla izquierda -norte- del Danubio alrededor del 200 a. C., protector de la ciudades griegas (Tomis, Callatis, Mesembria o Dionisópolis) de la costa del mar Negro en Dobruja, de las que recibía un tributo a cambio de protección de ataques del exterior. Parece que la alianza con las ciudades griegas duró largo tiempo, pues se han encontrado diversos tratados.
Algunos historiadores sugieren que era el jefe de una unión tribal dacia/geta en la gran llanura rumana, como Dionisie M. Pippidi, y otros que era un reyezuelo escita, como Ioan Russu, desde un punto de vista filológico. Constantin Daicoviciu propone, hasta el descubrimiento de nuevos documentos, la localización de la confederación tribal a la izquierda del Danubio (en Besarabia, el sur de Moldavia o Muntenia) o incluso a la derecha del Danubio. Desde un punto de vista étnico las tribus sobre las que gobernaba Rhemaxos podrían ser getas, escitas o mixtos.
Su hijo Phradmon envió 600 jinetes para la defensa de la ciudad de Histria a petición de Agatocles, hijo de Antifilos. Es conocida por una inscripción en esta última ciudad, donde se registra su intervención contra Zoltes, jefe tracio del sur del Danubio.